# Resolutie 2135 Veiligheidsraad Verenigde Naties
Resolutie 2135 van de Veiligheidsraad van de Verenigde Naties werd op 30 januari 2014 aangenomen door de VN-Veiligheidsraad met unanimiteit van stemmen en verlengde de VN-vredesmacht in Cyprus verder met een half jaar.

## Achtergrond
Nadat in 1964 geweld was uitgebroken tussen de Griekse en Turkse bevolkingsgroep op Cyprus stationeerden de VN de UNFICYP-vredesmacht op het eiland. Die macht wordt sindsdien om het half jaar verlengd. In 1974 bezette Turkije het noorden van Cyprus na een Griekse poging tot staatsgreep. In 1983 werd dat noordelijke deel met Turkse steun van Cyprus afgescheurd. Midden 1990 begon het toetredingsproces van (Grieks-)Cyprus tot de Europese Unie maar de EU erkent de Turkse Republiek Noord-Cyprus niet. In 2008 werd overeengekomen een federale overheid met één internationale identiteit op te richten, naast twee gelijkwaardige deelstaten.

## Inhoud

### Waarnemingen
De vredesmacht op Cyprus bleef nodig. Ondanks inspanningen waren de formele onderhandelingen tussen de twee partijen op het eiland nog niet hervat. Die moesten leiden tot een land met twee gelijkwaardige deelstaten. Verder moesten ook maatregelen worden uitgevoerd om het vertrouwen tussen de twee bevolkingsgroepen te versterken. Desondanks blokkeerden beide partijen nog steeds de ontmijning in de bufferzone.

### Handelingen
Er werd aangedrongen op het voortzetten van de onderhandelingen om een definitief akkoord te bereiken over de belangrijkste problemen en het dagelijks leven van de bevolking te verbeteren.
Het mandaat van de UNFICYP-vredesmacht werd verlengd tot 31 juli 2014. De twee partijen werden opgeroepen met UNFICYP te werken aan de afbakening van de bufferzone en de aide-mémoire uit 1989. De Turks-Cyprioten en Turkse troepen werden opnieuw gevraagd de situatie in Strovilia zoals die was voor 30 juni 2000 te herstellen.

## Verwante resoluties
- Resolutie 2089 Veiligheidsraad Verenigde Naties (2013)
- Resolutie 2114 Veiligheidsraad Verenigde Naties (2013)
- Resolutie 2168 Veiligheidsraad Verenigde Naties
- Resolutie 2197 Veiligheidsraad Verenigde Naties (2015)

Lijst ·  2133 ·  2134 ·  2135 ·  2136 ·  2137 ·  2138 ·  2139 ·  2140 ·  2141 ·  2142 ·  2143 ·  2144 ·  2145 ·  2146 ·  2147 ·  2148 ·  2149 ·  2150 ·  2151 ·  2152 ·  2153 ·  2154 ·  2155 ·  2156 ·  2157 ·  2158 ·  2159 ·  2160 ·  2161 ·  2162 ·  2163 ·  2164 ·  2165 ·  2166 ·  2167 ·  2168 ·  2169 ·  2170 ·  2171 ·  2172 ·  2173 ·  2174 ·  2175 ·  2176 ·  2177 ·  2178 ·  2179 ·  2180 ·  2181 ·  2182 ·  2183 ·  2184 ·  2185 ·  2186 ·  2187 ·  2188 ·  2189 ·  2190 ·  2191 ·  2192 ·  2193 ·  2194 ·  2195